# Wasserstraßen- und Schifffahrtsamt Ostsee
Das Wasserstraßen- und Schifffahrtsamt Ostsee (WSA Ostsee) ist ein Wasserstraßen- und Schifffahrtsamt in Deutschland. Es gehört zum Dienstbereich der Generaldirektion Wasserstraßen und Schifffahrt.
Das Wasserstraßen- und Schifffahrtsamt entstand am 13. Oktober 2020 durch die Zusammenlegung der bisherigen Wasserstraßen- und Schifffahrtsämter Lübeck und Stralsund. Das Amt hat Standorte in Lübeck und Stralsund.

## Zuständigkeitsbereich
Das Amt ist zuständig für den deutschen Bereich der Ostsee von der dänischen Grenze bei Flensburg bis zur polnischen Grenze sowie angrenzender Gewässer, darunter die Trave ab Lübeck, die Unterwarnow, die Boddengewässer, der Peenestrom und das Kleine Haff sowie die Warnow von der Eisenbahnbrücke Stralsund–Rostock, der Ryck von der Steinbecker Brücke in Greifswald bis zur Mündung in die Ostsee, der Uecker von der Straßenbrücke in Ueckermünde bis zur Mündung ins Stettiner Haff und der Peene von der Stadtgrenze Malchin bis zur Mündung in den Peenestrom.
Dem Wasserstraßen- und Schifffahrtsamt Ostsee sind die Mehrzweckschiffe Scharhörn und Arkona unterstellt.

## Aufgabenbereich

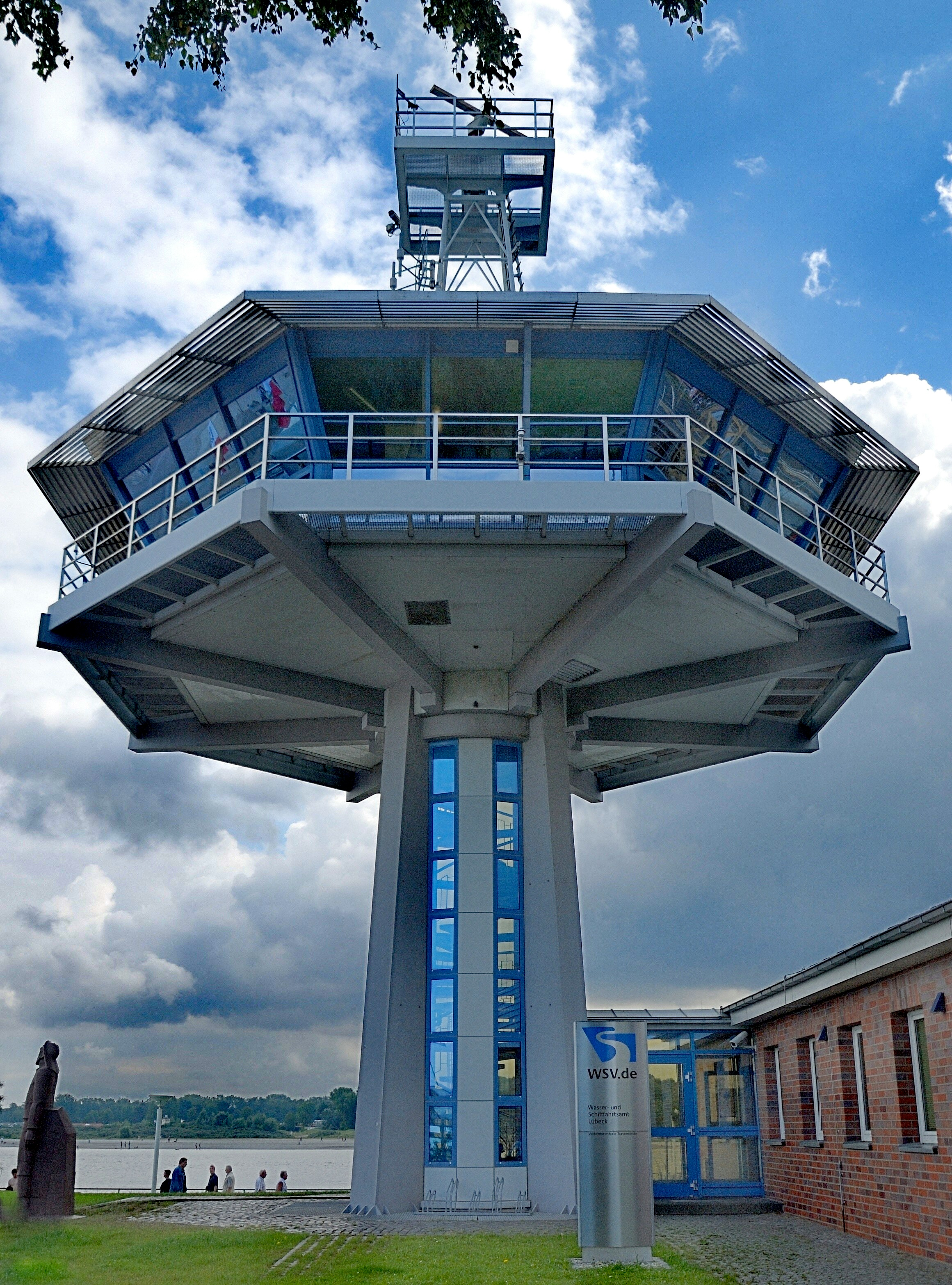
Verkehrszentrale Travemünde

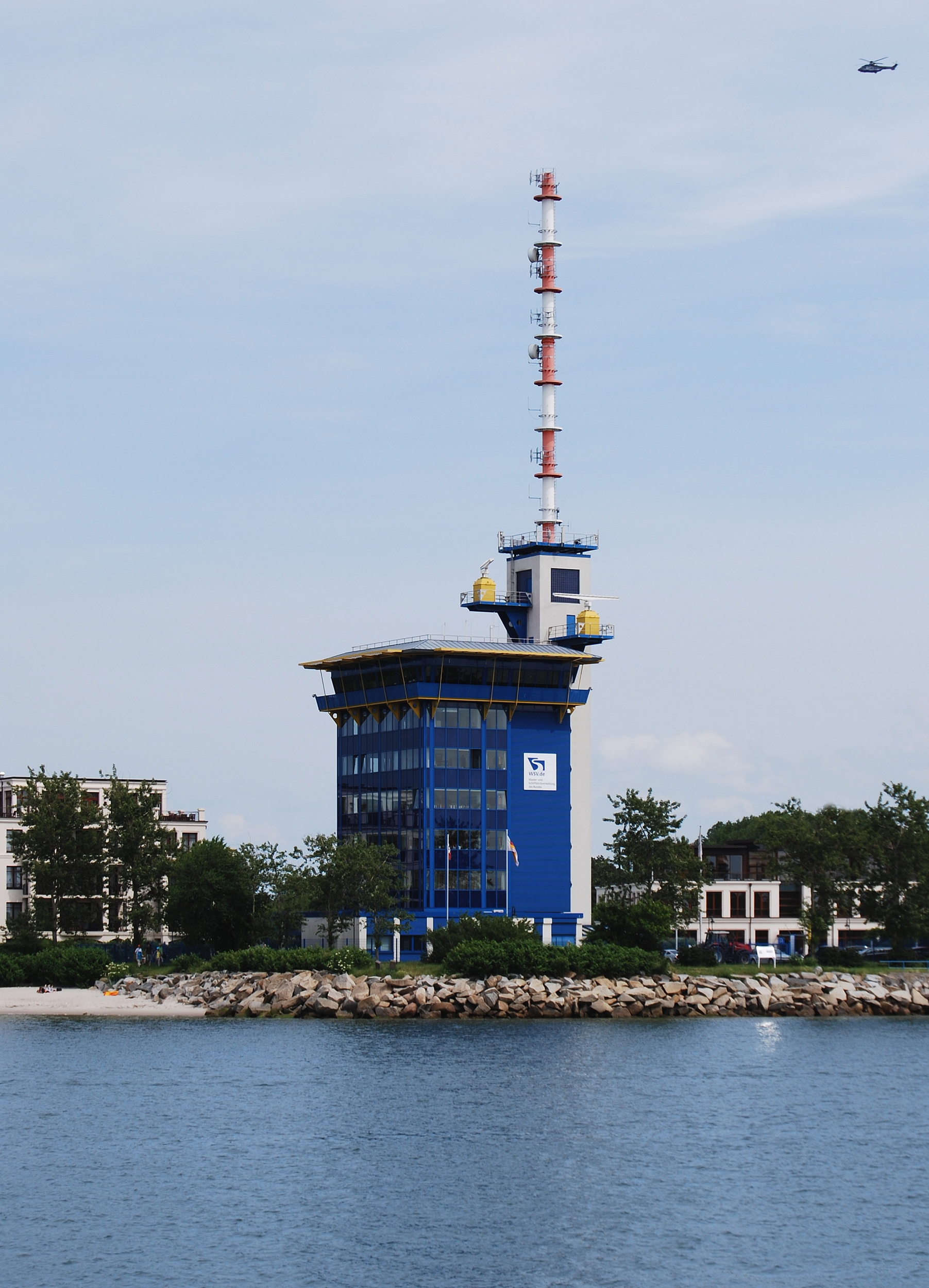
Verkehrszentrale Warnemünde

Zu den Aufgaben des Wasserstraßen- und Schifffahrtsamtes Ostsee gehören:
- Unterhaltung und Ausbau der Bundeswasserstraßen im Amtsbereich
- Unterhaltung und Betrieb der schwimmenden und festen Schifffahrtszeichen im Amtsbereich
- Ordnung und Sicherheit des Schiffsverkehrs
- Übernahme strom- und schifffahrtspolizeilicher Aufgaben
- Betrieb der Verkehrszentralen in Travemünde und Warnemünde
- Unterhaltung der Marinestützpunkte in Eckernförde, Kiel, Neustadt und Warnemünde
- Betrieb und Unterhaltung der Hubbrücke in Lübeck über die Trave

## Dienstorte, Außenbezirke und Bauhöfe
Das WSA Ostsee hat Dienstorte in Lübeck und Stralsund.
Der Standort Lübeck unterhält
- Außenbezirk Kiel
  - Stützpunkt Kappeln
- Außenbezirk Wismar
- Außenbezirk Lübeck
  - Stützpunkt Heiligenhafen
- Bauhof Lübeck

Der Standort Stralsund unterhält
- Außenbezirk Stralsund
  - Stützpunkt Warnemünde
  - Stützpunkt Karlshagen
- Bauhof Stralsund

## Verkehrszentralen
Das Wasserstraßen- und Schifffahrtsamt Ostsee betreibt zwei Verkehrszentralen (VTS Centres) zur Überwachung und Lenkung des Schiffsverkehrs des deutschen Teils der südwestlichen Ostsee rund um die Uhr:
- Verkehrszentrale Travemünde in Lübeck-Travemünde, zuständig für den westlichen Teil des Amtsbereiches vor der Küste Schleswig-Holsteins und dem westlichen Mecklenburg bis Buk bei Kühlungsborn. Der Überwachungsbereich ist in fünf Sektoren aufgeteilt: „Kiel Bight Traffic“, „Kiel Traffic“, „Fehmarn Belt Traffic“, „Trave Traffic“ und „Wismar Traffic“.
- Verkehrszentrale Warnemünde in Rostock-Warnemünde, zuständig für den östlichen Teil des Amtsbereiches vor der Küste Mecklenburg-Vorpommerns. Der von der Verkehrszentrale Warnemünde überwachte Bereich der Ostsee ist in die Reviere „Kadetrenden Traffic“, „Warnemünde Traffic“, „Stralsund Traffic“, „Sassnitz Traffic“ und „Wolgast Traffic“ unterteilt.